# Dirka po Španiji 2003
Dirka po Španiji 2003 (špansko Vuelta a España 2003) je 58. izvedba dirke po Španiji, tritedenske moške cestne kolesarske etapne dirke. Začela se je 6. septembra v Gijónu in končala 28. septembra v Madridu. Sodelovalo je 189 kolesarjev iz 21-ih ekip. Rumeno majico je drugič osvojil Roberto Heras (US Postal), drugo mesto Isidro Nozal (ONCE-Eroski), tretje pa Alejandro Valverde (Illes Balears–Banesto). Pikčasto majico je osvojil Erik Zabel (Team Telekom), oranžno majico je osvojil Félix Cárdenas (Labarca-2-Café Baqué), modro majico pa Alejandro Valverde.

## Ekipe
1. razred
- Alessio
- Cofidis
- De Nardi–Colpack
- Euskaltel-Euskadi
- Fassa Bortolo
- iBanesto.com
- Kelme–Costa Blanca
- Lampre
- Milaneza–MSS
- ONCE-Eroski
- Phonak
- Quick-Step–Davitamon
- Rabobank
- Saeco Macchine per Caffè
- Team Bianchi
- Team CSC
- Team Telekom
- US Postal
- Vini Caldirola–So.di

2. razred
- Colchon Relax–Fuenlabrada
- Labarca-2-Café Baqué
- Paternina–Costa de Almería

## Etape
| 1  | 6. september  | Gijón – Gijón                                  | 28 km       |             | ekipni kronometer    | ONCE-Eroski               |             |             |             |
| 2  | 7. september  | Gijón – Cangas de Onís                         | 148 km      |             |                      | Luis Pérez (ESP)          |             |             |             |
| 3  | 8. september  | Cangas de Onís – Santander                     | 154,3 km    |             |                      | Alessandro Petacchi (ITA) |             |             |             |
| 4  | 9. september  | Santander – Burgos                             | 151 km      |             |                      | Unai Etxebarria (VEN)     |             |             |             |
| 5  | 10. september | Soria – Zaragoza                               | 166,7 km    |             |                      | Alessandro Petacchi (ITA) |             |             |             |
| 6  | 11. september | Zaragoza – Zaragoza                            | 43,8 km     |             | posamični kronometer | Isidro Nozal (ESP)        |             |             |             |
| 7  | 12. september | Huesca – Cauterets (Francija)                  | 190 km      |             |                      | Michael Rasmussen (DEN)   |             |             |             |
| 8  | 13. september | Cauterets – Pla de Beret/Val d'Aran            | 166 km      |             |                      | Joaquim Rodríguez (ESP)   |             |             |             |
| 9  | 14. september | Vielha – Envalira (Andora)                     | 174,8 km    |             |                      | Alejandro Valverde (ESP)  |             |             |             |
| 10 | 15. september | Andorra la Vella – Sabadell                    | 194 km      |             |                      | Erik Zabel (GER)          |             |             |             |
|    | 16. september | dan počitka                                    | dan počitka | dan počitka | dan počitka          | dan počitka               |             |             |             |
| 11 | 17. september | Utiel – Cuenca                                 | 162 km      |             |                      | Erik Zabel (GER)          |             |             |             |
| 12 | 18. september | Cuenca – Albacete                              | 168,8 km    |             |                      | Alessandro Petacchi (ITA) |             |             |             |
| 13 | 19. september | Albacete – Albacete                            | 53,3 km     |             | posamični kronometer | Isidro Nozal (ESP)        |             |             |             |
| 14 | 20. september | Albacete – Valdepeñas                          | 167,4 km    |             |                      | Alessandro Petacchi (ITA) |             |             |             |
| 15 | 21. september | Valdepeñas – La Pandera                        | 172,1 km    |             |                      | Alejandro Valverde (ESP)  |             |             |             |
|    | 22. september |                                                |             |             | dan počitka          | dan počitka               | dan počitka | dan počitka | dan počitka |
| 16 | 23. september | Jaén – Sierra Nevada                           | 162 km      |             |                      | Félix Cárdenas (COL)      |             |             |             |
| 17 | 24. september | Granada – Córdoba                              | 188,4 km    |             |                      | David Millar (GBR)        |             |             |             |
| 18 | 25. september | Las Rozas – Las Rozas                          | 143,8 km    |             |                      | Pedro Díaz Lobato (ESP)   |             |             |             |
| 19 | 26. september | Alcobendas – Collado Villalba                  | 164 km      |             |                      | Filippo Simeoni (ITA)     |             |             |             |
| 20 | 27. september | San Lorenzo de El Escorial – Puerto de Malagón | 11,2 km     |             | posamični kronometer | Roberto Heras (ESP)       |             |             |             |
| 21 | 28. september | Madrid – Madrid                                | 148,5 km    |             |                      | Alessandro Petacchi (ITA) |             |             |             |
|    | Skupaj        | Skupaj                                         | 2925 km     | 2925 km     | 2925 km              | 2925 km                   | 2925 km     | 2925 km     |             |

## Razvrstitev po klasifikacijah
| Etapa  | Zmagovalec          | Rumena majica ·           | Pikčasta majica ·         | Oranžna majica · | Kombinacija ·             | Ekipno       |
| ------ | ------------------- | ------------------------- | ------------------------- | ---------------- | ------------------------- | ------------ |
| 1      | ONCE-Eroski         | Igor González de Galdeano | Igor González de Galdeano | Jan Hruška       | Igor González de Galdeano | ONCE-Eroski  |
| 2      | Luis Pérez          | Joaquim Rodríguez         | Joaquim Rodríguez         | Luis Pérez       | Luis Pérez                | ONCE-Eroski  |
| 3      | Alessandro Petacchi | Joaquim Rodríguez         | Joaquim Rodríguez         | Luis Pérez       | Luis Pérez                | ONCE-Eroski  |
| 4      | Unai Etxebarria     | Isidro Nozal              | David Etxebarria          | Félix Cárdenas   | Isidro Nozal              | ONCE-Eroski  |
| 5      | Alessandro Petacchi | Isidro Nozal              | Alessandro Petacchi       | Félix Cárdenas   | Isidro Nozal              | ONCE-Eroski  |
| 6      | Isidro Nozal        | Isidro Nozal              | Alessandro Petacchi       | Félix Cárdenas   | Isidro Nozal              | ONCE-Eroski  |
| 7      | Michael Rasmussen   | Isidro Nozal              | Alessandro Petacchi       | Félix Cárdenas   | Isidro Nozal              | ONCE-Eroski  |
| 8      | Joaquim Rodríguez   | Isidro Nozal              | Joaquim Rodríguez         | Joan Horrach     | Isidro Nozal              | ONCE-Eroski  |
| 9      | Alejandro Valverde  | Isidro Nozal              | Isidro Nozal              | Félix Cárdenas   | Isidro Nozal              | ONCE-Eroski  |
| 10     | Erik Zabel          | Isidro Nozal              | Alessandro Petacchi       | Félix Cárdenas   | Alejandro Valverde        | ONCE-Eroski  |
| 11     | Erik Zabel          | Isidro Nozal              | Erik Zabel                | Félix Cárdenas   | Alejandro Valverde        | ONCE-Eroski  |
| 12     | Alessandro Petacchi | Isidro Nozal              | Erik Zabel                | Félix Cárdenas   | Isidro Nozal              | ONCE-Eroski  |
| 13     | Isidro Nozal        | Isidro Nozal              | Erik Zabel                | Félix Cárdenas   | Isidro Nozal              | ONCE-Eroski  |
| 14     | Alessandro Petacchi | Isidro Nozal              | Alessandro Petacchi       | Félix Cárdenas   | Isidro Nozal              | ONCE-Eroski  |
| 15     | Alejandro Valverde  | Isidro Nozal              | Erik Zabel                | Félix Cárdenas   | Alejandro Valverde        | ONCE-Eroski  |
| 16     | Félix Cárdenas      | Isidro Nozal              | Erik Zabel                | Félix Cárdenas   | Alejandro Valverde        | ONCE-Eroski  |
| 17     | David Millar        | Isidro Nozal              | Erik Zabel                | Félix Cárdenas   | Alejandro Valverde        | ONCE-Eroski  |
| 18     | Pedro Diaz Lobato   | Isidro Nozal              | Erik Zabel                | Félix Cárdenas   | Alejandro Valverde        | ONCE-Eroski  |
| 19     | Filippo Simeoni     | Isidro Nozal              | Erik Zabel                | Félix Cárdenas   | Alejandro Valverde        | ONCE-Eroski  |
| 20     | Roberto Heras       | Roberto Heras             | Alejandro Valverde        | Félix Cárdenas   | Alejandro Valverde        | iBanesto.com |
| 21     | Alessandro Petacchi | Roberto Heras             | Erik Zabel                | Félix Cárdenas   | Alejandro Valverde        | iBanesto.com |
| Skupaj | Skupaj              | Roberto Heras             | Erik Zabel                | Félix Cárdenas   | Alejandro Valverde        | iBanesto.com |

## Končna razvrstitev
| Legenda | Legenda                                    | Legenda | Legenda                                           |
| ------- | ------------------------------------------ | ------- | ------------------------------------------------- |
|         | Predstavlja vodilnega v skupnem seštevku   |         | Predstavlja vodilnega po točkah                   |
|         | Predstavlja vodilnega v gorski razvrstitvi |         | Predstavlja vodilnega v kombinacijski razvrstitvi |

### Rumena majica
| Poz. | Kolesar                   | Ekipa                     | Čas       |
| ---- | ------------------------- | ------------------------- | --------- |
| 1    | Roberto Heras             | US Postal                 | 69h31'52" |
| 2    | Isidro Nozal              | ONCE-Eroski               | '28"      |
| 3    | Alejandro Valverde        | Kelme–Costa Blanca        | 2'25"     |
| 4    | Igor González de Galdeano | ONCE-Eroski               | 3'27"     |
| 5    | Francisco Mancebo         | iBanesto.com              | 4'47"     |
| 6    | Manuel Beltrán            | US Postal                 | 5'51"     |
| 7    | Michael Rasmussen         | Rabobank                  | 5'56"     |
| 8    | Félix Cárdenas            | Labarca-2-Café Baqué      | 6'33"     |
| 9    | Unai Osa                  | iBanesto.com              | 6'52"     |
| 10   | Luis Pérez                | Cofidis                   | 7'56"     |
| 11   | Santos González           | Domina Vacanze–Elitron    | 9'08"     |
| 12   | Óscar Sevilla             | Kelme–Costa Blanca        | 9'52"     |
| 13   | Michele Scarponi          | Domina Vacanze–Elitron    | 10'13"    |
| 14   | Marcos Serrano            | ONCE-Eroski               | 12'51"    |
| 15   | Félix Garcia              | Team Bianchi              | 14'18"    |
| 16   | Txema Del Olmo            | Milaneza–MSS              | 14'38"    |
| 17   | Óscar Pereiro             | Phonak                    | 17'05"    |
| 18   | Iker Flores               | Euskaltel-Euskadi         | 18'31"    |
| 19   | Guido Trentin             | Cofidis                   | 29'34"    |
| 20   | Josep Jufre               | Colchon Relax–Fuenlabrada | 33'30"    |
| 21   | Dario Frigo               | Fassa Bortolo             | 40'19"    |
| 22   | Íñigo Cuesta              | Cofidis                   | 41'18"    |
| 23   | Leonardo Piepoli          | iBanesto.com              | 46'45"    |
| 24   | Manuel Calvente           | Team CSC                  | 47'54"    |
| 25   | Aitor Osa                 | iBanesto.com              | 49'39"    |